# Nekrolog 1. Quartal 1988
Nekrolog
◄◄
| ◄
| 1984
| 1985
| 1986
| 1987
| 1988 | 1989 | 1990 | 1991 | 1992 | ► | ►►
1. Quartal |
2. Quartal |
3. Quartal |
4. Quartal 1988
Weitere Ereignisse | Allgemeiner Nekrolog 1988
Die Beschreibung der verstorbenen Person sollte so kurz wie möglich gehalten sein und nur deren signifikante Tätigkeit(en) enthalten.
Neue Namen ggf. auch unter dem Geburts- und Sterbedatum, also etwa unter 1. Januar und im Geburts- und Sterbejahr (2024) eintragen (nur bei entsprechender großer Wichtigkeit). Für Beispiele siehe die schon vorhandenen Artikel.
Außerdem über die fünf zuletzt Verstorbenen, zu denen es einen ausreichend guten Artikel für eine Präsentation auf der Hauptseite gibt, nach der todesbedingten Überarbeitung der Artikel ggf. auch unter Wikipedia Diskussion:Hauptseite informieren und sie am besten auch in den anderen Wikipedia-Sprachversionen eintragen. Tipp: Regelmäßig bei news.google.de nach „ist tot“, „gestorben“ oder „verstorben“ suchen.
Wenn eine Person gestorben ist, gibt es viele Seiten zu dieser Person in der Wikipedia, die davon auch betroffen sind und entsprechend aktualisiert werden müssen. Beispiele: Namenübersichtsseite, Geburtsjahr, Geburtsort-Seiten und viele mehr.
Wie finde ich die betroffenen Seiten?
Im Suchfeld auf der linken Seite gibt man den Suchbegriff so ein: „Vorname Nachname“. Dann klickt man auf Volltext und alle Seiten mit entsprechendem Suchtext werden aufgerufen. Hier sieht man dann schnell, wo auch das Todesjahr Sinn macht oder sogar ein Teil des Artikels angepasst werden muss. Auch hilft das „Werkzeug“ auf der linken Seite sehr gut, um solche Seiten aufzufinden: „Links auf diese Seite“. Somit ist die Wikipedia wieder aktuell in allen Bereichen! Hinweis: bei Eintragung der Kategorie „Gestorben JAHR“ wird der Missbrauchsfilter 49 ausgelöst, was jedoch nicht schlimm ist. Siehe: Spezial:Missbrauchsfilter/49
Dies ist eine Liste von im ersten Quartal 1988 verstorbenen bekannten Persönlichkeiten. Die Einträge erfolgen innerhalb der einzelnen Daten alphabetisch sortiert. Tiere sind im Nekrolog für Tiere zu finden.

## Januar
| Tag        | Name                                   | Beruf, bekannt als | Alter | Beleg |
| ---------- | -------------------------------------- | --- | ----- | ----- |
| 1. Januar  | Albert Decaris                         | französischer Maler, Dekorateur und Kupferstecher                                                                                     | 86    |       |
| 1. Januar  | Oskar Eichler                          | deutscher Pharmakologe und Toxikologe                                                                                                 | 89    |       |
| 1. Januar  | Karl Ganzer                            | österreichischer Komponist | 67    |       |
| 1. Januar  | Chuck Gentry                           | US-amerikanischer Jazzmusiker (Baritonsaxophon, auch Klarinette, Fagott)                                                              | 76    |       |
| 1. Januar  | Fritz von Hacht                        | deutscher Widerstandskämpfer gegen den Nationalsozialismus, Kommunalpolitiker und Gewerkschafter                                      | 89    |       |
| 1. Januar  | Marcel Hillaire                        | deutscher Schauspieler | 79    |       |
| 1. Januar  | Clementine Hunter                      | US-amerikanische Künstlerin | 101   |       |
| 1. Januar  | Erich Mahrt                            | deutscher Elektriker, Gerechter unter den Völkern                                                                                     |       |       |
| 1. Januar  | Rolf Presthus                          | norwegischer konservativer Politiker, Mitglied des Storting und Jurist                                                                | 51    |       |
| 1. Januar  | Hiroaki Satō                           | japanischer Fußballspieler | 55    |       |
| 1. Januar  | Anna Sipos                             | ungarische Tischtennisspielerin | 79    |       |
| 2. Januar  | Edmund Brisco Ford                     | britischer Genetiker und Entomologe                                                                                                   | 86    |       |
| 2. Januar  | Luise Glowinski-Taubert                | deutsche Malerin | 81    |       |
| 2. Januar  | Anna Gottburgsen                       | deutsche Blumen- und Landschaftsmalerin                                                                                               | 91    |       |
| 2. Januar  | Hanna Lam                              | niederländische Dichterin und Textautorin geistlicher Lieder                                                                          | 59    |       |
| 2. Januar  | Franz Szaroleta                        | deutscher Gebrauchsgrafiker in der DDR                                                                                                | 85    |       |
| 3. Januar  | Rose Ausländer                         | deutsch- und englischsprachige Lyrikerin                                                                                              | 86    |       |
| 3. Januar  | Anton Böhm                             | österreichischer Politiker (FPÖ), Gemeinderat und Landtagsabgeordneter in Wien                                                        | 80    |       |
| 3. Januar  | William Cagney                         | US-amerikanischer Filmproduzent | 82    |       |
| 3. Januar  | Joie Chitwood                          | US-amerikanischer Automobilrennfahrer                                                                                                 | 75    |       |
| 3. Januar  | Helene Dörr                            | österreichische Bildende Künstlerin                                                                                                   | 91    |       |
| 3. Januar  | Gaston Eyskens                         | belgischer Staatsmann und mehrfach Premierminister des Landes                                                                         | 82    |       |
| 3. Januar  | Stanley Fuller                         | britischer Sprinter | 80    |       |
| 3. Januar  | Doc Hopkins                            | US-amerikanischer Musiker | 87    |       |
| 3. Januar  | Kajiwara Hisako                        | japanischer Maler | 91    |       |
| 3. Januar  | Gladys Lunn                            | britische Mittelstreckenläuferin und Speerwerferin                                                                                    | 79    |       |
| 3. Januar  | Franz Muxeneder                        | bayerischer Volksschauspieler | 67    |       |
| 4. Januar  | Walther Amelung                        | deutscher Mediziner und Experte für Bioklimatologie und Balneologie                                                                   | 93    |       |
| 4. Januar  | Anton Anderl                           | österreichischer Politiker (SPÖ), Landtagsabgeordneter                                                                                | 78    |       |
| 4. Januar  | Leo de Block                           | niederländischer Politiker | 83    |       |
| 4. Januar  | Franco Bottari                         | italienischer Bühnenbildner, Filmregisseur und Drehbuchautor                                                                          | ≈62   |       |
| 4. Januar  | Mary Jane Carr                         | US-amerikanische Journalistin und Schriftstellerin                                                                                    | 92    |       |
| 4. Januar  | Walter Glöckler                        | deutscher Automobil- und Motorradrennfahrer                                                                                           | 79    |       |
| 4. Januar  | Jørn Grauengaard                       | dänischer Jazz- und Unterhaltungsmusiker                                                                                              | 66    |       |
| 4. Januar  | Friedrich Joloff                       | deutscher Schauspieler und Synchronsprecher                                                                                           | 79    |       |
| 4. Januar  | Charles Phibbs Jones                   | britischer General | 81    |       |
| 4. Januar  | Lily Laskine                           | französische Harfenistin | 94    |       |
| 4. Januar  | Carl S. Marvel                         | US-amerikanischer Chemiker | 93    |       |
| 4. Januar  | Hans-Dieter Ohlenbusch                 | deutscher Mediziner | 65    |       |
| 04. Januar | Charles Quinby                         | US-amerikanischer Schwimmer | 88    |       |
| 4. Januar  | Joseph Roller                          | luxemburgischer Fußballspieler | 58    |       |
| 4. Januar  | Jane Seitz                             | deutsche Filmeditorin | 45    |       |
| 4. Januar  | Chin Sophonpanich                      | thailändischer Unternehmer | 77    |       |
| 5. Januar  | Hans Bauer                             | deutscher Biologe | 83    |       |
| 5. Januar  | Pete Maravich                          | US-amerikanischer Basketballspieler                                                                                                   | 40    |       |
| 6. Januar  | Arturo De Vecchi                       | italienischer Säbelfechter | 89    |       |
| 6. Januar  | Leslie P. Davies                       | britischer Schriftsteller | 73    |       |
| 6. Januar  | Bern Dibner                            | US-amerikanischer Ingenieur, Industrieller und Wissenschaftshistoriker                                                                | 90    |       |
| 6. Januar  | Steady Nelson                          | US-amerikanischer Jazz-Musiker | 74    |       |
| 6. Januar  | Walter Pause                           | deutscher Schriftsteller und Bergsteiger                                                                                              | 80    |       |
| 6. Januar  | Rem Iwanowitsch Solouchin              | sowjetischer Physiker | 57    |       |
| 6. Januar  | Paul Sonnenburg                        | deutscher Politiker (KPD/SED), MdL | 80    |       |
| 7. Januar  | Michel Auclair                         | französischer Schauspieler | 65    |       |
| 7. Januar  | Carlo Hintermann                       | italienischer Schauspieler | 64    |       |
| 7. Januar  | Trevor Howard                          | britischer Theater- und Filmschauspieler                                                                                              | 74    |       |
| 7. Januar  | Paul Mercey                            | schweizerisch-französischer Filmschauspieler und Bühnenschauspieler                                                                   | 64    |       |
| 7. Januar  | Christoph Miller                       | deutscher Architekt | 85    |       |
| 7. Januar  | Friedrich Münchmeyer                   | deutscher Pfarrer, Präsident der Diakonie                                                                                             | 86    |       |
| 7. Januar  | Milan Srdoč                            | jugoslawischer Schauspieler | 68    |       |
| 7. Januar  | Carl Strüwe                            | deutscher Grafiker und Fotograf | 89    |       |
| 8. Januar  | Ray Bauduc                             | US-amerikanischer Jazz-Schlagzeuger                                                                                                   | 81    |       |
| 8. Januar  | Einar Gjerstad                         | schwedischer Archäologe und Althistoriker                                                                                             | 90    |       |
| 8. Januar  | Frank Pace junior                      | US-amerikanischer Politiker | 75    |       |
| 8. Januar  | Norbert Schiller                       | österreichisch-amerikanischer Theater- und Filmschauspieler sowie Regisseur                                                           | 88    |       |
| 8. Januar  | Hans-Adolf Wilckens                    | deutscher Oberlandforstmeister | 85    |       |
| 9. Januar  | Gregory Ain                            | US-amerikanischer Architekt | 79    |       |
| 9. Januar  | Otto Collin                            | deutscher Schauspieler | 83    |       |
| 9. Januar  | Paul Elliott                           | irischer Radrennfahrer |       |       |
| 9. Januar  | Kurt Göhler                            | deutscher DBD-Funktionär, MdV | 65    |       |
| 9. Januar  | Wolfgang Jansen                        | deutscher Schauspieler | 49    |       |
| 9. Januar  | Thierry Maulnier                       | französischer Autor, Journalist und Literaturkritiker                                                                                 | 79    |       |
| 9. Januar  | Wally Monson                           | kanadischer Eishockeyspieler und -trainer                                                                                             | 79    |       |
| 9. Januar  | Heinz Scholz                           | österreichischer Pianist, Hochschullehrer und Präsident des Mozarteum Salzburg                                                        | 90    |       |
| 9. Januar  | Fritz Starlinger                       | österreichischer Chirurg | 93    |       |
| 9. Januar  | Uno Jūkichi                            | japanischer Schauspieler, Theaterdirektor und Filmregisseur                                                                           | 73    |       |
| 9. Januar  | George Leo Watson                      | britischer Mathematiker | 78    |       |
| 10. Januar | Hilde Bussmann                         | deutsche Tischtennisspielerin | 73    |       |
| 10. Januar | Albert Chibnall                        | britischer Biochemiker | 93    |       |
| 10. Januar | Hans Ebert                             | deutscher Kunsthistoriker und Museologe                                                                                               | 68    |       |
| 10. Januar | Eugen Gollomb                          | deutscher Vorsitzender der Israelitischen Religionsgemeinde Leipzig                                                                   | 70    |       |
| 10. Januar | Hugo Lindinger                         | österreichischer Schauspieler | 76    |       |
| 10. Januar | Chalil Achmedowitsch Rachmatulin       | kirgisisch-russischer Physiker und Hochschullehrer                                                                                    | 78    |       |
| 10. Januar | Fernand Renard                         | französischer Maler | 76    |       |
| 10. Januar | Hugh A. Robertson                      | US-amerikanischer Filmeditor | 55    |       |
| 10. Januar | Ryszard Strzelecki                     | polnischer Politiker (PZPR), Minister                                                                                                 | 80    |       |
| 11. Januar | Joe Albany                             | US-amerikanischer Jazzpianist | 63    |       |
| 11. Januar | Tony Aless                             | US-amerikanischer Jazzpianist | 66    |       |
| 11. Januar | Georg Biundo                           | deutscher evangelischer Geistlicher und Historiker                                                                                    | 96    |       |
| 11. Januar | Gregory Boyington                      | US-amerikanischer Jagdpilot im 2. Weltkrieg                                                                                           | 75    |       |
| 11. Januar | Jacob Dunnebier                        | niederländischer Architekt | 83    |       |
| 11. Januar | Ricardo Echeverría                     | chilenischer Springreiter | 69    |       |
| 11. Januar | George Ewart Evans                     | walisischer Schriftsteller | 78    |       |
| 11. Januar | Robert F. Kennon                       | US-amerikanischer Politiker | 85    |       |
| 11. Januar | Marc-Armand Lallier                    | französischer Erzbischof | 81    |       |
| 11. Januar | Endre Palócz                           | ungarischer Fechter | 76    |       |
| 11. Januar | Isidor Isaac Rabi                      | US-amerikanischer Physiker | 89    |       |
| 11. Januar | Günter Stegelmann                      | deutscher Politiker (DP), MdHB | 78    |       |
| 11. Januar | John J. Williams                       | US-amerikanischer Politiker (Republikanische Partei)                                                                                  | 83    |       |
| 12. Januar | Alberto Arenas                         | argentinischer Tangosänger | 77    |       |
| 12. Januar | Hiram Bingham IV.                      | US-amerikanischer Diplomat und Flüchtlingshelfer                                                                                      | 84    |       |
| 12. Januar | Martin Cecil, 7. Marquess of Exeter    | englisch-kanadischer Peer, Viehzüchter und Religionsführer                                                                            | 78    |       |
| 12. Januar | Taeke Cnossen                          | niederländischer Chefredakteur von De Standaard                                                                                       | 91    |       |
| 12. Januar | Julie Conway                           | US-amerikanische Sängerin | 68    |       |
| 12. Januar | Giuseppe Insalaco                      | italienischer Politiker, Mafiaopfer                                                                                                   | 46    |       |
| 12. Januar | Cornelius Petrus Mulder                | südafrikanischer Politiker während der Zeit der Apartheid                                                                             | 62    |       |
| 12. Januar | Reinhard Philipp                       | Hamburger Senator | 62    |       |
| 12. Januar | Bruno Prevedi                          | italienischer Tenor | 59    |       |
| 12. Januar | Max Reutter                            | deutscher Politiker | 67    |       |
| 12. Januar | Piero Taruffi                          | italienischer Auto- und Motorradrennfahrer                                                                                            | 81    |       |
| 13. Januar | Viktors Arājs                          | lettischer Kollaborateur und Täter des Holocaust, Führer des Kommando Arajs                                                           | 78    |       |
| 13. Januar | Cesar Bogaert                          | niederländischer Radrennfahrer | 77    |       |
| 13. Januar | Chiang Ching-kuo                       | nationalchinesischer Politiker (Kuomintang)                                                                                           | 77    |       |
| 13. Januar | Felix Eckstein                         | deutscher Klassischer Archäologe | 62    |       |
| 13. Januar | Donald Healey                          | englischer Rallyefahrer und Automobilingenieur                                                                                        | 89    |       |
| 13. Januar | Peter Alfred Jensen                    | dänischer Politiker (Kommunistischen Partei (DKP)), Mitglied des Folketing                                                            | 84    |       |
| 13. Januar | Fritz Lüthy                            | Schweizer Neurologe | 92    |       |
| 13. Januar | Mario Payssé Reyes                     | uruguayischer Architekt | 74    |       |
| 14. Januar | Pietro Chiappini                       | italienischer Radrennfahrer | 72    |       |
| 14. Januar | Karl Geiges                            | deutscher Widerstandskämpfer gegen den Nationalsozialismus                                                                            | 78    |       |
| 14. Januar | Kamen Kaltschew                        | bulgarischer Schriftsteller | 73    |       |
| 14. Januar | Georgi Maximilianowitsch Malenkow      | sowjetischer Politiker | 86    |       |
| 14. Januar | Paul Ribeyre                           | französischer Politiker | 81    |       |
| 14. Januar | Rolf Richter                           | deutscher Schachkomponist | 46    |       |
| 14. Januar | Fritz Roeder                           | deutscher Neurochirurg und Hochschullehrer                                                                                            | 81    |       |
| 14. Januar | Pi Scheffer                            | niederländischer Komponist und Dirigent                                                                                               | 78    |       |
| 14. Januar | Walter L. Strauss                      | US-amerikanischer Kunsthistoriker, Unternehmer und Verleger deutscher Herkunft                                                        | 65    |       |
| 15. Januar | Carl Klose                             | US-amerikanischer Ruderer | 96    |       |
| 15. Januar | Edgar Krausen                          | deutscher Archivar und Historiker | 75    |       |
| 15. Januar | Seán MacBride                          | irischer Politiker und Friedensnobelpreisträger                                                                                       | 83    |       |
| 15. Januar | Sal Ponti                              | US-amerikanischer Schauspieler | 53    |       |
| 15. Januar | Manfred Rauscher                       | Schweizer Ingenieur | 84    |       |
| 15. Januar | Nikolaus Leopold Heinrich zu Salm-Salm | deutscher Adeliger | 81    |       |
| 15. Januar | Maurice Temerlin                       | US-amerikanischer Psychologe und Autor                                                                                                | 64    |       |
| 16. Januar | Andrija Artuković                      | kroatischer Ustascha-Funktionär und Kriegsverbrecher                                                                                  | 88    |       |
| 16. Januar | Ballard Berkeley                       | britischer Film- und Theaterschauspieler                                                                                              | 83    |       |
| 16. Januar | Joseph Hutchinson                      | britischer Landwirtschaftsexperte und Botaniker                                                                                       | 85    |       |
| 16. Januar | Adelfo Magallanes                      | peruanischer Fußballspieler und -trainer                                                                                              | 77    |       |
| 16. Januar | Arthur Raither                         | deutscher Landwirt, Agrarpolitiker und Genossenschaftler                                                                              | 76    |       |
| 16. Januar | Eva Maria Sirowatka                    | deutsche Schriftstellerin | 70    |       |
| 16. Januar | Johann Tesar                           | österreichischer Politiker (CSP, ÖVP), Mitglied des Bundesrates                                                                       | 92    |       |
| 16. Januar | David Young                            | US-amerikanischer Schwimmer | 80    |       |
| 17. Januar | Zacharias Dische                       | US-amerikanischer Biochemiker | 92    |       |
| 17. Januar | Alfred Herzog                          | deutscher Maler | 92    |       |
| 17. Januar | Angelo de Mojana di Cologna            | italienischer Großmeister des Malteserordens                                                                                          | 82    |       |
| 17. Januar | Werner Pockrandt                       | deutscher Fossiliensammler | 82    |       |
| 17. Januar | Percy Qoboza                           | südafrikanischer Journalist, Herausgeber und Apartheid-Kritiker                                                                       | 50    |       |
| 17. Januar | Hans Reymann                           | deutscher Politiker, MdL | 62    |       |
| 18. Januar | Hermann Diener                         | deutscher Historiker und Diplomatiker                                                                                                 | 62    |       |
| 18. Januar | Joseph Gershenson                      | US-amerikanischer Musiker, Regisseur, Filmproduzent                                                                                   | 84    |       |
| 18. Januar | Al Hall                                | US-amerikanischer Jazzbassist | 72    |       |
| 18. Januar | Denis O’Connor                         | britischer Generalleutnant | 80    |       |
| 18. Januar | Daniel Palgi                           | estnischer Literaturwissenschaftler                                                                                                   | 88    |       |
| 18. Januar | Santiago Polanco Abreu                 | puerto-ricanischer Politiker | 67    |       |
| 18. Januar | Renato Traiola                         | italienischer Wasserballspieler | 63    |       |
| 19. Januar | Mehdi Barkeshli                        | iranischer Musikwissenschaftler und Physiker                                                                                          |       |       |
| 19. Januar | Bridget Boland                         | britische Drehbuchautorin und Dramatikerin                                                                                            | 74    |       |
| 19. Januar | Cesare Brandi                          | italienischer Kunsthistoriker, Kunstkritiker und Initiator der wissenschaftlich fundierten Restaurierung                              | 81    |       |
| 19. Januar | Gladys Elphick                         | australische Aktivistin | 83    |       |
| 19. Januar | Gertrud Isolani                        | deutsche Journalistin und Schriftstellerin                                                                                            | 88    |       |
| 19. Januar | Gennadi Modestowitsch Michassewitsch   | sowjetischer Serienmörder | 40    |       |
| 19. Januar | Jewgeni Alexandrowitsch Mrawinski      | russischer Dirigent | 84    |       |
| 19. Januar | Cary Odell                             | US-amerikanischer Szenenbildner | 77    |       |
| 19. Januar | Hans Ponader                           | deutscher Heimat- und Mundartdichter                                                                                                  | 77    |       |
| 19. Januar | Hubertus Werner                        | deutscher Allgemeinarzt und ärztlicher Standespolitiker                                                                               |       |       |
| 20. Januar | Paul Esser                             | deutscher Theater- und Filmschauspieler sowie Synchronsprecher                                                                        | 74    |       |
| 20. Januar | Khan Abdul Ghaffar Khan                | indisch-pakistanischer Freiheitskämpfer                                                                                               |       |       |
| 20. Januar | Spencer Mathews King                   | US-amerikanischer Diplomat | 70    |       |
| 20. Januar | Willi Liebern                          | deutscher Ringer | 77    |       |
| 20. Januar | Ado Riegler                            | deutscher Schauspieler | 81    |       |
| 20. Januar | Philippe de Rothschild                 | französischer Unternehmer, Automobilrennfahrer und Pionier des französischen Weinbaus                                                 | 85    |       |
| 20. Januar | Gerhard Schneider                      | deutscher Verwaltungsjurist, Bürgermeister und Senator der Hansestadt Lübeck                                                          | 83    |       |
| 20. Januar | Dora Stratou                           | griechische Tänzerin, Sängerin und Choreographin                                                                                      | 84    |       |
| 21. Januar | Bruno Bitter                           | deutscher Jesuit | 89    |       |
| 21. Januar | Vojtěcha Hasmandová                    | tschechische Generaloberin der Borromäerinnen und Selige der Katholischen Kirche                                                      | 73    |       |
| 21. Januar | Vincent Lingiari                       | politischer Aktivist der Aborigines                                                                                                   |       |       |
| 21. Januar | Werner Nachmann                        | deutscher Unternehmer, Politiker und Vorsitzender des Zentralrats der Juden in Deutschland                                            | 62    |       |
| 21. Januar | Ramón Rey Ardid                        | spanischer Schachmeister und Psychiater                                                                                               | 84    |       |
| 21. Januar | Abraham Sofaer                         | britischer Film- und Theaterschauspieler birmanischer Herkunft                                                                        | 91    |       |
| 21. Januar | Gustav Adolf Sonnenhol                 | deutscher Botschafter | 75    |       |
| 22. Januar | Andreas Brunner                        | Schweizer Politiker | 64    |       |
| 22. Januar | Walter Drobnitzky                      | deutscher evangelischer Pfarrer, Vorsitzender der Hochkirchlichen Vereinigung, Ökumeniker                                             | 87    |       |
| 22. Januar | Parker Fennelly                        | US-amerikanischer Schauspieler | 96    |       |
| 22. Januar | Walter Göbell                          | deutscher evangelischer Theologe und Kirchenhistoriker                                                                                | 76    |       |
| 22. Januar | Dietrich Kausche                       | deutscher Historiker und Archivar | 73    |       |
| 22. Januar | Nina Nikolajewna Laschenzewa           | sowjetische Schauspielerin | 87    |       |
| 22. Januar | Nadia Russo                            | rumänische Pilotin | 86    |       |
| 22. Januar | Ernst-Willi Saffran                    | deutscher Politiker (GB/BHE), MdL | 72    |       |
| 22. Januar | Robert Zinner                          | österreichischer Berg- und Landschaftsmaler, Grafiker und Alpinist                                                                    | 83    |       |
| 23. Januar | Werner Ansel                           | deutscher Politiker (NSDAP), Landrat                                                                                                  | 78    |       |
| 23. Januar | Henri Collard                          | belgischer Radrennfahrer | 76    |       |
| 23. Januar | Dan Daniel                             | US-amerikanischer Politiker | 73    |       |
| 23. Januar | Gerhard Frost                          | deutscher Politiker (SED) | 67    |       |
| 23. Januar | Charles Glen King                      | US-amerikanischer Biochemiker | 91    |       |
| 23. Januar | Herta Zerna                            | deutsche Journalistin, Autorin und Widerstandskämpferin                                                                               | 80    |       |
| 24. Januar | Julius García Alonso                   | US-amerikanischer Fußballspieler, -trainer, -schiedsrichter und -funktionär                                                           | 82    |       |
| 24. Januar | Arnaldo dos Reis Araújo                | osttimoresischer Politiker, indonesischer Gouverneur von Timor Timur                                                                  | 74    |       |
| 24. Januar | Harald Bräuniger                       | deutscher Pharmazeut und Hochschullehrer                                                                                              | 76    |       |
| 24. Januar | Eugène Cardine                         | französischer Begründer der Gregorianischen Semiologie                                                                                | 82    |       |
| 24. Januar | Maria Collm                            | österreichische Schauspielerin, Sängerin und Diseuse                                                                                  | 86    |       |
| 24. Januar | Werner Fenchel                         | deutsch-dänischer Mathematiker | 82    |       |
| 24. Januar | Friedrich Wilhelm Giebel               | deutscher Journalist und Verleger | 78    |       |
| 24. Januar | Karl Heincz                            | österreichischer Politiker (ÖVP), Landtagsabgeordneter im Burgenland                                                                  | 59    |       |
| 24. Januar | Raphael Høegh-Krohn                    | norwegischer Mathematiker | 49    |       |
| 24. Januar | Claus Korth                            | deutscher Marineoffizier, zuletzt Kapitän zur See bei der Bundesmarine                                                                | 76    |       |
| 24. Januar | Trygve Nagell                          | norwegischer Mathematiker | 92    |       |
| 24. Januar | Alexander Pawlowitsch                  | deutscher Maschinenbauingenieur und Hochschullehrer                                                                                   | 72    |       |
| 24. Januar | Hugh J. Schonfield                     | britischer Bibelforscher | 86    |       |
| 24. Januar | Hiroshi Yoneyama                       | japanischer Schwimmer Blasius Hoksary, arădeanul care a câștigat 8 titluri de campion cu Ripensia și Chinezul, Ripensia Sport Magazin | 79/80 |       |
| 25. Januar | Jurgis Baltrušaitis                    | litauischer Kunsthistoriker | 84    |       |
| 25. Januar | Chester Boone                          | US-amerikanischer Jazztrompeter | 81    |       |
| 25. Januar | Paul Diem                              | Schweizer Bahndirektor | 79    |       |
| 25. Januar | Edmond Dune                            | luxemburgischer Autor, Dichter und Dramaturg                                                                                          | 73    |       |
| 25. Januar | Wolfgang Götze                         | deutscher Künstler | 81    |       |
| 25. Januar | Ursula von Kardorff                    | deutsche Journalistin und Schriftstellerin                                                                                            | 77    |       |
| 25. Januar | Ferdinand Kortmann                     | deutscher Politiker | 74    |       |
| 25. Januar | Boris Pawlowitsch Kulagin              | russischer Eishockeyspieler und -trainer                                                                                              | 63    |       |
| 25. Januar | Domenica Messmer                       | Schweizer Schriftstellerin und Übersetzerin                                                                                           | 85    |       |
| 25. Januar | Colleen Moore                          | US-amerikanische Schauspielerin | 87    |       |
| 26. Januar | Gustav Aufhammer                       | deutscher Pflanzenbauwissenschaftler und Pflanzenzüchter                                                                              | 88    |       |
| 26. Januar | Günter Kelbg                           | deutscher theoretischer Physiker | 65    |       |
| 26. Januar | Stephan Koren                          | österreichischer Politiker (ÖVP), Abgeordneter zum Nationalrat                                                                        | 68    |       |
| 26. Januar | Raymond Williams                       | britischer Publizist und Kritiker | 66    |       |
| 26. Januar | Freddie Wolff                          | britischer Sprinter | 77    |       |
| 27. Januar | Achille Borella                        | Schweizer Jurist und Politiker | 79    |       |
| 27. Januar | Massa Makan Diabaté                    | malischer Schriftsteller |       |       |
| 27. Januar | Maria Ewel                             | deutsche Bildhauerin | 72    |       |
| 27. Januar | Kemal Faruki                           | türkischer Fußballspieler | 77    |       |
| 27. Januar | Ernst Haider                           | deutscher Maler | 97    |       |
| 27. Januar | Josef Lentsch                          | österreichischer Politiker (ÖVP), Landtagsabgeordneter                                                                                | 78    |       |
| 28. Januar | Frederick Sumner Brackett              | US-amerikanischer Physiker und Spektroskopiker                                                                                        | 91    |       |
| 28. Januar | Klaus Fuchs                            | deutsch-britischer Kernphysiker, sowjetischer „Atomspion“                                                                             | 76    |       |
| 28. Januar | Paulus Hinz                            | deutscher evangelischer Pfarrer und Kunsthistoriker in Kolberg und Halberstadt                                                        | 88    |       |
| 28. Januar | Walter Müller                          | deutscher Politiker (SPD, parteilos), MdL                                                                                             | 69    |       |
| 28. Januar | Hans Schilter                          | Schweizer Maler, Bildender Künstler, Werbegrafiker, Restaurator und Glasmaler                                                         | 69    |       |
| 29. Januar | Hermann Fischer-Roloff                 | deutscher Maler und Grafiker | 70    |       |
| 29. Januar | James R. Killian                       | US-amerikanischer Wissenschaftsorganisator                                                                                            | 83    |       |
| 29. Januar | Seth Neddermeyer                       | US-amerikanischer Physiker | 80    |       |
| 29. Januar | Rogier van Otterloo                    | niederländischer Jazzmusiker | 46    |       |
| 29. Januar | Betty Pallas                           | deutsche Politikerin (KPD), MdL NRW                                                                                                   | 77    |       |
| 29. Januar | Josef Reixenartner                     | österreichischer Politiker (SPÖ), Landtagsabgeordneter                                                                                | 59    |       |
| 29. Januar | Friedrich Siemers                      | deutscher Schauspieler und Hörspielsprecher                                                                                           | 65    |       |
| 29. Januar | Anne Torcapel                          | Schweizer Architektin | 71    |       |
| 29. Januar | Hans van Welsenis                      | niederländischer Politiker | 57    |       |
| 30. Januar | Franz Blume                            | deutscher Politiker (KPD/SED), Widerstandskämpfer                                                                                     | 82    |       |
| 30. Januar | Eddie Cano                             | US-amerikanischer Jazzmusiker | 60    |       |
| 30. Januar | José Carlos de Lima                    | brasilianischer Radrennfahrer | 32    |       |
| 30. Januar | Édouard Jetté                          | kanadischer römisch-katholischer Geistlicher, Weihbischof in Joliette                                                                 | 89    |       |
| 30. Januar | Kees Pellenaars                        | niederländischer Radrennfahrer | 74    |       |
| 30. Januar | Stefan Sodat                           | österreichischer Politiker | 80    |       |
| 30. Januar | Wiktor Iwanowitsch Spizyn              | russischer Chemiker | 85    |       |
| 30. Januar | Hans Sutter                            | Schweizer Archivar und Historiker | 66    |       |
| 30. Januar | Gerold Walzel                          | österreichischer Dichter und Komponist                                                                                                | 86    |       |
| 30. Januar | Heinrich Wildfellner                   | österreichischer Politiker (ÖVP), Landtagsabgeordneter                                                                                | 82    |       |
| 31. Januar | Franklin Bircher                       | Schweizer Arzt und Politiker (LdU) | 91    |       |
| 31. Januar | Nikolai Pawlowitsch Budaschkin         | sowjetischer Komponist und Musikprofessor                                                                                             | 77    |       |
| 31. Januar | Amir Nasser Eftetah                    | iranischer Tombakspieler und -lehrer                                                                                                  | 52    |       |
| 31. Januar | Jürgen Eyssen                          | deutscher Bibliothekar | 65    |       |
| 31. Januar | Waltraud Gebert-Deeg                   | italienische Politikerin (SVP) | 59    |       |
| 31. Januar | William Katz                           | deutscher Lehrer, Chasan und Rabbiner                                                                                                 | 92    |       |
| 31. Januar | Wallace Kyle                           | australischer Offizier der Luftstreitkräfte des Vereinigten Königreichs                                                               | 78    |       |
| 31. Januar | Al Laney                               | US-amerikanischer Sportjournalist | 93    |       |
| 31. Januar | Heinrich Roggendorf                    | deutscher Schriftsteller | 61    |       |
| 31. Januar | Corry Vonk                             | niederländische Kabarettistin und Schauspielerin                                                                                      | 86    |       |
| Januar     | Ilona Feher                            | ungarisch-israelische Geigerin und Musikpädagogin                                                                                     | 86    |       |
| Januar     | George Goddard                         | trinidadischer Musiker | 63    |       |
| Januar     | Narciso López                          | mexikanischer Fußballspieler | 59    |       |

## Februar
| Tag         | Name                                   | Beruf, bekannt als                                                                                              | Alter | Beleg |
| ----------- | -------------------------------------- | --- | ----- | ----- |
| 1. Februar  | Johannes Bours                         | römisch-katholischer Theologe und Schriftsteller                                                                | 74    |       |
| 1. Februar  | John G. Brainerd                       | US-amerikanischer Elektrotechniker                                                                              | 83    |       |
| 1. Februar  | Fritz Heider                           | österreichisch-US-amerikanischer Psychologe                                                                     | 91    |       |
| 1. Februar  | Toni Iordache                          | rumänischer Zymbalspieler                                                                                       | 45    |       |
| 1. Februar  | Thomas Francis Johnson                 | US-amerikanischer Politiker                                                                                     | 78    |       |
| 1. Februar  | Horst de Marées                        | deutscher Maler                                                                                                 | 91    |       |
| 1. Februar  | Heather O’Rourke                       | US-amerikanische Filmschauspielerin                                                                             | 12    |       |
| 1. Februar  | Ron Pavitt                             | britischer Hochspringer                                                                                         | 61    |       |
| 1. Februar  | Konrad Pohle                           | deutscher Mediziner und Hochschullehrer                                                                         | 88    |       |
| 1. Februar  | Stephen Taylor, Baron Taylor           | britischer Arzt, Politiker und Life Peer im House of Lords für die Labour Party                                 | 77    |       |
| 1. Februar  | Loren Windom                           | US-amerikanischer Offizier                                                                                      | 82    |       |
| 2. Februar  | Johannes Börner                        | deutscher Generalmajor der VP                                                                                   | 70    |       |
| 2. Februar  | Marcel Bozzuffi                        | französischer Filmschauspieler                                                                                  | 59    |       |
| 2. Februar  | Vitus Heinze                           | deutscher Politiker, MdL                                                                                        | 78    |       |
| 2. Februar  | Matthäus Klein                         | deutscher Philosoph und Vizepräsident der Urania                                                                | 76    |       |
| 2. Februar  | Rossana Martini                        | italienische Schauspielerin                                                                                     | 61    |       |
| 2. Februar  | Giuseppe Codacci Pisanelli             | italienischer Politiker, Mitglied der Camera dei deputati                                                       | 74    |       |
| 2. Februar  | Friedrich Schmieder                    | deutscher Neurologe, Psychiater und Unternehmer                                                                 | 76    |       |
| 2. Februar  | Normie Smith                           | kanadischer Eishockeytorwart                                                                                    | 79    |       |
| 2. Februar  | Solomon                                | britischer Pianist                                                                                              | 85    |       |
| 2. Februar  | G. Mennen Williams                     | US-amerikanischer Jurist und Politiker                                                                          | 76    |       |
| 3. Februar  | Ehmi Bessel                            | deutsche Theater- und Filmschauspielerin                                                                        | 83    |       |
| 3. Februar  | Ronald Bladen                          | US-amerikanischer Maler und Bildhauer                                                                           | 69    |       |
| 3. Februar  | Robert Duncan                          | US-amerikanischer Dichter                                                                                       | 69    |       |
| 3. Februar  | Radamés Gnattali                       | brasilianischer Musiker und Komponist                                                                           | 82    |       |
| 3. Februar  | Alice Lightner Hopf                    | US-amerikanische Schriftstellerin                                                                               | 83    |       |
| 3. Februar  | Ella Kay                               | deutsche Widerstandskämpferin gegen den Nationalsozialismus, MdA                                                | 92    |       |
| 3. Februar  | Werner Kissling                        | deutscher Emigrant, Fotograf und Filmemacher                                                                    | 92    |       |
| 3. Februar  | René Massigli                          | französischer Diplomat                                                                                          | 99    |       |
| 3. Februar  | Hanna Rudzka-Cybisowa                  | polnische Malerin und Hochschullehrerin                                                                         | 91    |       |
| 3. Februar  | Kurt Hartwig Siemers                   | deutscher Kaufmann und Mäzen                                                                                    | 80    |       |
| 3. Februar  | Wilhelm Uppenborn                      | deutscher Diplom-Landwirt, Autor und preußischer Landstallmeister                                               |       |       |
| 4. Februar  | Filippo Aglialoro                      | italienischer Geistlicher und römisch-katholischer Weihbischof in Palermo                                       | 87    |       |
| 4. Februar  | Willi Kollo                            | deutscher Komponist                                                                                             | 83    |       |
| 4. Februar  | Franz Mandl                            | österreichischer Fußballspieler                                                                                 | 71    |       |
| 5. Februar  | Ove Arup                               | britisch-norwegisch-dänischer Ingenieur                                                                         | 92    |       |
| 5. Februar  | Gary Berland                           | US-amerikanischer Pokerspieler                                                                                  | 37    |       |
| 5. Februar  | Dorothy Lewis Bernstein                | US-amerikanische Mathematikerin und Hochschullehrerin                                                           | 73    |       |
| 5. Februar  | Stefan Dittrich                        | deutscher Politiker (CSU), MdB, MdEP                                                                            | 75    |       |
| 5. Februar  | Emeric Pressburger                     | ungarisch-britischer Drehbuchautor, Filmregisseur und Filmproduzent                                             | 85    |       |
| 5. Februar  | Bryce Walton                           | US-amerikanischer Schriftsteller                                                                                | 69    |       |
| 6. Februar  | Traugott Fedtke                        | deutscher Organist, Dirigent und Komponist                                                                      | 78    |       |
| 6. Februar  | Jeanne Gail                            | US-amerikanische Kinderdarstellerin                                                                             | 51    |       |
| 6. Februar  | Lee Goodman                            | US-amerikanischer Produzent und Schauspieler                                                                    | 64    |       |
| 6. Februar  | Gerhard Hermes                         | deutscher Pallotinerpater, Schriftleiter und Autor                                                              | 78    |       |
| 6. Februar  | Marghanita Laski                       | britische Journalistin und Schriftstellerin                                                                     | 72    |       |
| 6. Februar  | Eric Mandell                           | deutscher, jüdischer Lehrer und Chasan, Musikwissenschaftler und Sammler                                        | 85    |       |
| 6. Februar  | Barclay Plager                         | kanadischer Eishockeyspieler und -trainer                                                                       | 46    |       |
| 6. Februar  | Carmen Polo y Martínez-Valdés          | spanische Ehefrau von General Francisco Franco                                                                  | 87    |       |
| 6. Februar  | Karl Steinbauer                        | deutscher evangelisch-lutherischer Theologe, NS-Opfer                                                           | 81    |       |
| 7. Februar  | Giovanni Attanasio                     | italienischer Schauspieler                                                                                      | 60    |       |
| 7. Februar  | Lin Carter                             | US-amerikanischer Autor, Redakteur und Kritiker                                                                 | 57    |       |
| 7. Februar  | Martine Géliot                         | französische Harfenistin                                                                                        | 39    |       |
| 7. Februar  | Wilhelm Krücke                         | deutscher Neuropathologe                                                                                        | 76    |       |
| 7. Februar  | Ray Martin                             | britischer Arrangeur und Orchesterleiter                                                                        | 69    |       |
| 7. Februar  | Rudolf Põldmäe                         | estnischer Literaturwissenschaftler, Folklorist und Kulturwissenschaftler                                       | 79    |       |
| 7. Februar  | Antonio Emmanuilowitsch Spadawekkia    | sowjetischer Komponist                                                                                          | 80    |       |
| 7. Februar  | Jacob van der Gaag                     | niederländischer Widerstandskämpfer und Diplomat                                                                | 83    |       |
| 8. Februar  | Pietro Arcari                          | italienischer Fußballspieler                                                                                    | 78    |       |
| 8. Februar  | Allan Cuthbertson                      | australischer Schauspieler                                                                                      | 67    |       |
| 8. Februar  | Ralph Flanagan                         | US-amerikanischer Schwimmsportler                                                                               | 69    |       |
| 8. Februar  | Rudolf Krieg                           | deutscher Theater-, Film- und Fernsehschauspieler und Regisseur                                                 | 61    |       |
| 8. Februar  | Hans Krüger                            | SS-Führer | 78    |       |
| 8. Februar  | Hermann Merxmüller                     | deutscher Botaniker                                                                                             | 67    |       |
| 8. Februar  | Alfréd Wetzler                         | slowakischer Zeitzeuge KZ Auschwitz                                                                             | 69    |       |
| 8. Februar  | Helen Wood                             | US-amerikanische Schauspielerin                                                                                 | 70    |       |
| 9. Februar  | Eric Abbott                            | kanadischer Kapellmeister, Pianist, Organist, Kornettist, Komponist und Arrangeur                               | 58    |       |
| 9. Februar  | Kurt Herbert Adler                     | österreichisch-amerikanischer Dirigent                                                                          | 82    |       |
| 9. Februar  | Israel Herstein                        | US-amerikanischer Mathematiker                                                                                  | 64    |       |
| 9. Februar  | Ernst Schmidt jr.                      | österreichischer Filmregisseur                                                                                  | 49    |       |
| 10. Februar | Grete Hartje-Coers                     | deutsche Bildhauerin                                                                                            | 91    |       |
| 10. Februar | Lothar Malskat                         | deutscher Maler und Kunstfälscher                                                                               | 74    |       |
| 10. Februar | Don Patterson                          | US-amerikanischer Jazzorganist                                                                                  | 51    |       |
| 10. Februar | Paolo Renosto                          | italienischer Komponist, Dirigent und Pianist                                                                   | 52    |       |
| 10. Februar | Hans Ruchti                            | deutscher Betriebswirt                                                                                          | 84    |       |
| 11. Februar | René Hall                              | US-amerikanischer Jazzmusiker                                                                                   | 84    |       |
| 11. Februar | Sydney Kumalo                          | südafrikanischer Bildhauer, Maler und Kunstpädagoge                                                             |       |       |
| 11. Februar | Lino Landolfi                          | italienischer Comiczeichner                                                                                     | 62    |       |
| 11. Februar | Kamma Svensson                         | deutsch-dänische Malerin, Grafikerin und Illustratorin                                                          | 79    |       |
| 11. Februar | Karl von Winckler                      | österreichisch-deutscher Unternehmer und Geschäftsmann                                                          | 75    |       |
| 12. Februar | John Gordon Bennett                    | US-amerikanischer Automobilrennfahrer                                                                           | 74    |       |
| 12. Februar | Adolf Bieringer                        | Oberbürgermeister von Bruchsal, MdB                                                                             | 59    |       |
| 12. Februar | Jacques Colombier                      | französischer Filmarchitekt                                                                                     | 86    |       |
| 12. Februar | Bernard Lippmann                       | US-amerikanischer Physiker                                                                                      |       |       |
| 12. Februar | Wilfried Nöbauer                       | österreichischer Mathematiker                                                                                   | 59    |       |
| 12. Februar | John Smith                             | englischer Fußballspieler und -trainer                                                                          | 49    |       |
| 12. Februar | Harm Smits                             | niederländischer Radrennfahrer                                                                                  | 65    |       |
| 12. Februar | Hans Wilbrandt                         | deutscher Agrarwissenschaftler                                                                                  | 85    |       |
| 12. Februar | Franz Xaver Zweimüller                 | österreichischer Landtagsabgeordneter                                                                           | 83    |       |
| 13. Februar | Fritz Berger                           | deutsch-israelischer Jurist und Archäologe                                                                      | 85    |       |
| 13. Februar | Léon Goossens                          | englischer Oboist                                                                                               | 90    |       |
| 13. Februar | Balázs Hoksary                         | rumänischer Fußballspieler und -trainer                                                                         | 85    |       |
| 13. Februar | Kurt Hoppe                             | deutscher Politiker, MdL                                                                                        | 68    |       |
| 13. Februar | Ursula Noack                           | deutsche Kabarettistin, Schauspielerin und Chansonsängerin                                                      | 69    |       |
| 13. Februar | Ivan Peries                            | sri-lankischer Maler                                                                                            | 66    |       |
| 13. Februar | Nils-Eric Ringbom                      | finnischer Musikwissenschaftler und Komponist                                                                   | 80    |       |
| 13. Februar | Manfred Wankmüller                     | deutscher Schriftsteller und Journalist                                                                         | 63    |       |
| 14. Februar | Nora Astorga                           | nicaraguanische Guerilla-Kämpferin, Botschafterin                                                               |       |       |
| 14. Februar | Ambrogio Beretta                       | italienischer Radrennfahrer                                                                                     | 79    |       |
| 14. Februar | Francis Gag                            | französisch-provenzalischer Schriftsteller und Theaterschauspieler                                              | 87    |       |
| 14. Februar | Gheorghe Ghyka Cantacuzene             | rumänischer Adeliger und Automobilrennfahrer                                                                    | 85    |       |
| 14. Februar | Roman Karst                            | polnischer Literaturwissenschaftler                                                                             | 76    |       |
| 14. Februar | Walter Leonhard                        | deutscher Heraldiker und Gebrauchsgrafiker                                                                      | 75    |       |
| 14. Februar | Frederick Loewe                        | US-amerikanischer Komponist                                                                                     | 86    |       |
| 14. Februar | Reinhold von Lüdinghausen              | deutscher Bankier                                                                                               | 88    |       |
| 14. Februar | Cal Niday                              | US-amerikanischer Automobilrennfahrer                                                                           | 73    |       |
| 14. Februar | Barbara Rosenblum                      | US-amerikanische Soziologin                                                                                     | 44    |       |
| 14. Februar | Mark Serrurier                         | US-amerikanischer Erfinder und Ingenieur                                                                        | 83    |       |
| 14. Februar | Auguste Verdyck                        | belgischer Radrennfahrer                                                                                        | 86    |       |
| 14. Februar | Joseph Wresinski                       | Gründer der Menschenrechtsbewegung ATD Vierte Welt                                                              | 71    |       |
| 15. Februar | Al Cohn                                | US-amerikanischer Jazzsaxophonist                                                                               | 62    |       |
| 15. Februar | Richard Feynman                        | US-amerikanischer Physiker und Nobelpreisträger                                                                 | 69    |       |
| 15. Februar | Roy Maurice Isaman                     | US-amerikanischer Marineoffizier                                                                                | 70    |       |
| 15. Februar | Karl Hans Janke                        | deutscher Künstler und pathologischer Erfinder                                                                  | 78    |       |
| 15. Februar | Neil R. Jones                          | US-amerikanischer Science-Fiction-Autor                                                                         | 78    |       |
| 15. Februar | Detlef Kleuker                         | deutscher Orgelbauer                                                                                            | 65    |       |
| 15. Februar | Hermann Krause                         | deutscher Politiker, MdL                                                                                        | 79    |       |
| 15. Februar | Jay Leyda                              | US-amerikanischer Filmhistoriker, Literaturkritiker                                                             | 78    |       |
| 15. Februar | Gardiner Means                         | US-amerikanischer Wirtschaftswissenschaftler, Regierungsberater und Autor                                       | 91    |       |
| 15. Februar | Christa Schroeder                      | deutsche Politikerin, MdB                                                                                       | 74    |       |
| 16. Februar | Francesco Barberi                      | italienischer Bibliothekar und Buchwissenschaftler                                                              | 82    |       |
| 16. Februar | Karl Buschmann                         | deutscher Gewerkschafter                                                                                        | 73    |       |
| 16. Februar | Jean Carignan                          | kanadischer Fiddler                                                                                             | 71    |       |
| 16. Februar | Hildegard Claassen                     | deutsche Verlegerin                                                                                             | 90    |       |
| 16. Februar | Arturo Correa                          | puerto-ricanischer Schauspieler, Filmregisseur und -produzent                                                   | 63    |       |
| 16. Februar | Charles Delaunay                       | französischer Musikkritiker                                                                                     | 77    |       |
| 16. Februar | Karl Deppert                           | deutscher Maler und Lyriker                                                                                     | 90    |       |
| 16. Februar | Rosie Newman                           | britische Amateurfilmerin                                                                                       | 91    |       |
| 16. Februar | Pawel Popow                            | bulgarischer Biologe                                                                                            | 85    |       |
| 16. Februar | Ye Shengtao                            | chinesischer Schriftsteller                                                                                     | 93    |       |
| 16. Februar | Oskar Skogly                           | norwegischer Politiker (Arbeiterpartei), Storting-Abgeordneter, Minister für Kommunales und Arbeit              | 80    |       |
| 16. Februar | Carlo Snider                           | Schweizer Kirchenrechtler                                                                                       | 77    |       |
| 16. Februar | Franz Spiegelhalter                    | deutscher Holzbildhauer                                                                                         | 88    |       |
| 16. Februar | Fredrick Monroe Taylor                 | US-amerikanischer Jurist und Politiker                                                                          | 86    |       |
| 16. Februar | Ans van Zeijst                         | niederländische Designerin und Künstlerin                                                                       | 81    |       |
| 17. Februar | John Marco Allegro                     | britischer Philologe                                                                                            | 65    |       |
| 17. Februar | Alexander Nikolajewitsch Baschlatschow | russischer Poet, Liedautor und Sänger                                                                           | 27    |       |
| 17. Februar | Johannes Felbermeyer                   | deutscher Fotograf                                                                                              | 85    |       |
| 17. Februar | Rolf Funke                             | deutscher Spielzeugproduzent                                                                                    | 77    |       |
| 17. Februar | Ludwig Heßdörfer                       | deutscher Jurist und Präsident des Bundesfinanzhofs                                                             | 94    |       |
| 17. Februar | Juri Anatoljewitsch Owtschinnikow      | sowjetischer Biochemiker                                                                                        | 53    |       |
| 17. Februar | Alain Savary                           | französischer Bildungspolitiker, Mitglied der Nationalversammlung und Résistant                                 | 69    |       |
| 18. Februar | Horst Forchmann                        | deutscher Bergingenieur, Industriemanager im Rheinischen Braunkohlenbergbau                                     | 82    |       |
| 18. Februar | Heinz Haushofer                        | deutscher Agrarwissenschaftler und -funktionär                                                                  | 81    |       |
| 18. Februar | Abderrahman Ibrir                      | französisch-algerischer Fußballspieler und -trainer                                                             | 68    |       |
| 18. Februar | Karpoori Thakur                        | indischer Politiker                                                                                             | 64    |       |
| 18. Februar | Theodor Zwölfer                        | deutscher Historiker und Archivar                                                                               | 92    |       |
| 19. Februar | Wilhelm Beier                          | deutscher antifaschistischer Widerstandskämpfer und Verleger                                                    | 82    |       |
| 19. Februar | Isabel Bishop                          | US-amerikanische Künstlerin                                                                                     | 85    |       |
| 19. Februar | Walter Bodenthal                       | deutscher Maler und Grafiker                                                                                    | 95    |       |
| 19. Februar | René Char                              | französischer Dichter                                                                                           | 80    |       |
| 19. Februar | André Frédéric Cournand                | französisch-amerikanischer Mediziner                                                                            | 92    |       |
| 19. Februar | William W. Eagles                      | US-amerikanischer Offizier, Generalmajor der US-Army                                                            | 93    |       |
| 19. Februar | Hans Fleig                             | Schweizer Journalist                                                                                            | 71    |       |
| 19. Februar | Günther Kraus                          | österreichischer Künstler, Maler                                                                                | 57    |       |
| 19. Februar | Elsbeth Lenné                          | deutsche Kunsthandwerkerin                                                                                      | 88    |       |
| 19. Februar | Walter Ohmsen                          | deutscher Marineoffizier                                                                                        | 76    |       |
| 19. Februar | Erich Rothe                            | deutscher Mathematiker                                                                                          | 92    |       |
| 19. Februar | Antoine Sartorio                       | französischer Bildhauer                                                                                         | 103   |       |
| 20. Februar | Gustav Grüner                          | deutscher Berufspädagoge und Hochschullehrer                                                                    | 63    |       |
| 20. Februar | Ahmet Tuna Kozan                       | türkischer Fußballspieler                                                                                       | 45    |       |
| 20. Februar | Adolf Küntzel                          | deutscher Chemiker und Hochschullehrer für Gerbereichemie                                                       | 89    |       |
| 20. Februar | Idun Lovén                             | schwedische Malerin und Kunstdozentin                                                                           | 71    |       |
| 20. Februar | Hans Watermann                         | deutscher Politiker, MdL                                                                                        | 83    |       |
| 20. Februar | Roger John Williams                    | US-amerikanischer Biochemiker                                                                                   | 94    |       |
| 21. Februar | Cornelis van Eesteren                  | niederländischer Architekt und Stadtplaner                                                                      | 90    |       |
| 21. Februar | Thomas Galen Hieronymus                | US-amerikanischer Alternativmediziner                                                                           | 92    |       |
| 21. Februar | Kurokawa Toshio                        | japanischer Internist                                                                                           | 91    |       |
| 21. Februar | Adolf Locher                           | Schweizer Unternehmer                                                                                           | 81    |       |
| 21. Februar | Maria Schmidt                          | deutsche Gewerkschafterin und Widerstandskämpferin                                                              | 85    |       |
| 21. Februar | Martin Winter                          | deutscher Olympiasieger im Rudern                                                                               | 32    |       |
| 22. Februar | Eugen Iordache                         | rumänischer Fußballspieler                                                                                      | 65    |       |
| 22. Februar | Cecil Ramage                           | schottischer Schauspieler                                                                                       | 93    |       |
| 22. Februar | Elsa Sturm-Lindner                     | deutsche Porträt- und Tiermalerin, Grafikerin und Pressezeichnerin                                              | 72    |       |
| 23. Februar | Edward Bevan                           | britischer Ruderer und Arzt                                                                                     | 80    |       |
| 23. Februar | Stefan Demuth                          | österreichischer Politiker (SPÖ), Landtagsabgeordneter                                                          | 75    |       |
| 23. Februar | Otto Eglau                             | deutscher Maler und Graphiker                                                                                   | 70    |       |
| 23. Februar | Iossif Juljewitsch Karakis             | sowjetischer Architekt, Städtebauer, Künstler und Pädagoge, einer der talentiertesten ukrainischen Baumeiste... | 85    |       |
| 23. Februar | Grete Scheuer                          | österreichische Schriftstellerin                                                                                | 87    |       |
| 24. Februar | Irwin Chanin                           | US-amerikanischer Architekt                                                                                     | 96    |       |
| 24. Februar | James H. Douglas junior                | US-amerikanischer Politiker                                                                                     | 88    |       |
| 24. Februar | Franz Freitag                          | deutscher Schriftsteller und Dramatiker                                                                         | 62    |       |
| 24. Februar | Loretta McNeil                         | US-amerikanische Sprinterin                                                                                     | 81    |       |
| 24. Februar | Memphis Slim                           | US-amerikanischer Bluessänger und -pianist                                                                      | 72    |       |
| 24. Februar | Stanisław Pastecki                     | polnischer Eishockeyspieler                                                                                     | 80    |       |
| 24. Februar | Bljuma Wulfowna Seigarnik              | sowjetische Getaltpsychologin                                                                                   | 87    |       |
| 24. Februar | Werner Stürmer                         | deutscher Künstler und Forscher                                                                                 | 62    |       |
| 24. Februar | Franz Willinger                        | österreichischer Politiker (SPÖ), Abgeordneter zum Nationalrat                                                  | 61    |       |
| 24. Februar | Leo Wolfen                             | deutscher römisch-katholischer Geistlicher, Autor und Verfolgter des Nationalsozialismus                        | 86    |       |
| 24. Februar | Franz Josef Zebisch                    | deutscher Gewerkschafter und Politiker, MdB                                                                     | 67    |       |
| 24. Februar | Hans-Henning Zencke                    | deutscher Journalist                                                                                            | 62    |       |
| 25. Februar | Bernard Ashmole                        | britischer Klassischer Archäologe                                                                               | 93    |       |
| 25. Februar | Henri Doyen                            | französischer Organist und Komponist                                                                            | 82    |       |
| 25. Februar | Leopold Drucker                        | österreichischer Fußballspieler und -trainer                                                                    | 85    |       |
| 25. Februar | Helmut Echternach                      | deutscher Pastor, protestantischer Theologe (Dogmatiker) und Bischof                                            | 80    |       |
| 25. Februar | Arnold Enlow                           | US-amerikanischer Jazzmusiker                                                                                   | 54    |       |
| 25. Februar | Kurt Mahler                            | britischer Mathematiker deutscher Herkunft                                                                      | 84    |       |
| 25. Februar | Peck Morrison                          | US-amerikanischer Jazzmusiker                                                                                   | 68    |       |
| 25. Februar | Mamduh Muhammad Salim                  | ägyptischer Premierminister                                                                                     |       |       |
| 26. Februar | Euclydes Barbosa                       | brasilianischer Fußballspieler                                                                                  | 78    |       |
| 26. Februar | Artur Kern                             | deutscher Pädagoge, Psychologe, Hochschullehrer und Buchautor                                                   | 85    |       |
| 26. Februar | Paul Pellar                            | österreichischer evangelisch-lutherischer Theologe                                                              | 68    |       |
| 27. Februar | Gene De Paul                           | US-amerikanischer Komponist und Songwriter                                                                      | 68    |       |
| 27. Februar | Michel Guérard des Lauriers            | belgischer Theologe                                                                                             | 89    |       |
| 27. Februar | Günther Heising                        | deutscher Schauspieler                                                                                          | 69    |       |
| 27. Februar | Wilhelm Holzhausen                     | deutscher Maler und Grafiker                                                                                    | 80    |       |
| 27. Februar | Elfriede Kayser                        | deutsche Politikerin (GB/BHE), MdL                                                                              | 84    |       |
| 27. Februar | Ernst Tschernik                        | sorbischer Lehrer, Wissenschaftler und Statistiker                                                              | 77    |       |
| 28. Februar | Edith Johnson                          | US-amerikanische Jazz- und Bluesmusikerin (Piano, Gesang)                                                       | 85    |       |
| 28. Februar | Alfred Frøkjær Jørgensen               | dänischer Turner                                                                                                | 89    |       |
| 28. Februar | Leon Levinstein                        | US-amerikanischer Fotograf                                                                                      | 77    |       |
| 28. Februar | Asakazu Nakai                          | japanischer Kameramann                                                                                          | 86    |       |
| 28. Februar | Hans Ohlms                             | deutscher Maler, Grafiker und Bildhauer                                                                         | 80    |       |
| 28. Februar | Leopold Paasch                         | deutscher Komponist                                                                                             | 75    |       |
| 28. Februar | Emil Strankmüller                      | tschechoslowakischer Offizier und Nachrichtendienstler                                                          | 86    |       |
| 28. Februar | Kylie Tennant                          | australische Autorin                                                                                            | 75    |       |
| 29. Februar | Johann van Aken                        | deutscher Politiker, MdL                                                                                        | 73    |       |
| 29. Februar | Rudolf Fahrner                         | deutscher Germanist                                                                                             | 84    |       |
| 29. Februar | Johann Fellinger                       | österreichischer Gewerkschafter und Politiker, Landtagsabgeordneter der Steiermark                              | 74    |       |
| 29. Februar | Sidney Harmon                          | US-amerikanischer Drehbuchautor und Filmproduzent                                                               | 80    |       |
| 29. Februar | Vaughn Horton                          | US-amerikanischer Countrysänger und Songwriter                                                                  | 76    |       |
| 29. Februar | Paul Ramsey                            | US-amerikanischer evangelischer Theologe und Bioethiker                                                         | 74    |       |
| 29. Februar | Hans Ritter                            | deutscher Mediziner sowie Hochschullehrer                                                                       | 90    |       |
| 29. Februar | Alfred Wais                            | deutscher Maler                                                                                                 | 82    |       |
| 29. Februar | Kåre Walberg                           | norwegischer Skispringer                                                                                        | 75    |       |
| 29. Februar | Karl Günther Zimmer                    | deutscher Physiker und Erfinder                                                                                 | 76    |       |
| Februar     | Eduard Alexejewitsch Asaba             | sowjetischer Schachkomponist                                                                                    | 55    |       |
| Februar     | Cyril V. Jackson                       | südafrikanischer Astronom                                                                                       | 84    |       |
| Februar     | Émile Lachapelle                       | Schweizer Ruderer und Segler                                                                                    | 82    |       |

## März
| Tag      | Name                            | Beruf, bekannt als                                                                                              | Alter      | Beleg |
| -------- | ------------------------------- | --- | ---------- | ----- |
| 1. März  | Bernd August                    | deutscher Boxer (Schwergewicht)                                                                                 | 36         |       |
| 1. März  | Franz Bauer                     | österreichischer Politiker (ÖVP), Landtagsabgeordneter, Abgeordneter zum Nationalrat                            | 60         |       |
| 1. März  | Joe Besser                      | US-amerikanischer Komiker                                                                                       | 80         |       |
| 1. März  | Jean Le Poulain                 | französischer Schauspieler und Regisseur                                                                        | 63         |       |
| 1. März  | Rudi Lesser                     | deutscher Aquarellmaler, Radierer, Lithograf                                                                    | 85         |       |
| 1. März  | Rolf Mamero                     | deutscher Schauspieler, Nachrichten-, Hörspiel- und Synchronsprecher                                            | 73         |       |
| 1. März  | Franz Rauhut                    | deutscher Romanist                                                                                              | 89         |       |
| 1. März  | Ulrich Schmidt                  | deutscher Kfz-Techniker                                                                                         | 85         |       |
| 1. März  | Franziska Umfahrer              | deutsche Kunsterzieherin und Stifterin                                                                          | 76         |       |
| 1. März  | Karl-Heinz Vogt                 | deutscher Verwaltungsbeamter und Politiker (CDU, CSU), MdB                                                      | 68         |       |
| 1. März  | Wallace V. Wolfe                | US-amerikanischer Toningenieur bzw. Tontechniker und Erfinder                                                   | 92         |       |
| 2. März  | Pierre Courthion                | Schweizer Kunsthistoriker und Schriftsteller                                                                    | 86         |       |
| 2. März  | Harry Lundahl                   | schwedischer Fußballspieler                                                                                     | 82         |       |
| 2. März  | Siegfried Melchinger            | deutscher Theaterkritiker und Publizist                                                                         | 81         |       |
| 2. März  | Jan Pietraszko                  | polnischer Geistlicher, römisch-katholischer Weihbischof in Krakau                                              | 76         |       |
| 2. März  | Diedrich Schroeder              | deutscher Bodenkundler                                                                                          | 71         |       |
| 2. März  | Herbert Schwiegk                | deutscher Internist, Hochschullehrer und Kreislaufforscher                                                      | 81         |       |
| 2. März  | Oswald Trapp                    | österreichischer Historiker und Autor                                                                           | 88         |       |
| 3. März  | André-Georges Bontems           | französischer Geistlicher, Erzbischof von Chambéry                                                              | 77         |       |
| 3. März  | Josef Kiefel                    | deutscher Nachrichtendienstler, Leiter der Linie II                                                             | 78         |       |
| 3. März  | Maurus Libaba                   | tansanischer Geistlicher und römisch-katholischer Bischof von Lindi                                             | 60         |       |
| 3. März  | Wollert Nygren                  | norwegischer Eisschnellläufer                                                                                   | 81         |       |
| 3. März  | Tommy Potter                    | US-amerikanischer Jazzbassist                                                                                   | 69         |       |
| 3. März  | Henryk Szeryng                  | mexikanischer Geiger                                                                                            | 69         |       |
| 3. März  | Alfred Thielmann                | deutscher General der Pioniere                                                                                  | 95         |       |
| 3. März  | Edit B. Thomas                  | ungarische Provinzialrömische Archäologin                                                                       | 64         |       |
| 3. März  | Lois Wilson                     | US-amerikanische Schauspielerin                                                                                 | 93         |       |
| 3. März  | Sewall Wright                   | US-amerikanischer Biologe, Genetiker                                                                            | 98         |       |
| 4. März  | James Peter Davis               | US-amerikanischer Geistlicher, Erzbischof von Santa Fe                                                          | 83         |       |
| 4. März  | Ernesto Duarte Brito            | kubanischer Pianist, Komponist und Bandleader                                                                   | 65         |       |
| 4. März  | Orrin Frink                     | US-amerikanischer Mathematiker                                                                                  | 86         |       |
| 4. März  | Beatriz Guido                   | argentinische Schriftstellerin                                                                                  | 63         |       |
| 4. März  | Aloys Henn                      | deutscher Politiker                                                                                             | 85         |       |
| 4. März  | Olavi Latsa                     | finnischer Skilangläufer                                                                                        | 58         |       |
| 4. März  | Ernst Wilczok                   | deutscher Politiker, MdL                                                                                        | 65         |       |
| 5. März  | Alfred Boner                    | deutscher Generalmajor im 2. Weltkrieg                                                                          | 86         |       |
| 5. März  | Ron Coe                         | britischer Radrennfahrer                                                                                        | 55         |       |
| 5. März  | Rozka Korczak                   | polnisch-jüdische Partisanin in Litauen und israelische Historikerin                                            | 66         |       |
| 5. März  | Otto Lais                       | deutscher Künstler                                                                                              | 90         |       |
| 5. März  | Sven-Olov Lawesson              | schwedischer Chemiker                                                                                           | 61         |       |
| 5. März  | János Németh                    | ungarischer Wasserballspieler                                                                                   | 81         |       |
| 6. März  | Jeanne Aubert                   | französische Sängerin und Schauspielerin                                                                        | 88         |       |
| 6. März  | Mairéad Farrell                 | nordirisches Mitglied der IRA                                                                                   | 31         |       |
| 6. März  | Elio Piccon                     | italienischer Dokumentarfilmer, Drehbuchautor und Kameramann                                                    | 63         |       |
| 6. März  | Helmuth von Scheven             | deutscher Schauspieler und Regisseur                                                                            | 87         |       |
| 6. März  | Gerhard Schwedka                | deutscher Politiker (SED) und Gewerkschafter (FDGB)                                                             | 74         |       |
| 6. März  | Wilhelm Georg Walch             | deutscher Politiker (NSDAP)                                                                                     | 84         |       |
| 7. März  | Arisawa Hiromi                  | japanischer Wirtschaftswissenschaftler                                                                          | 92         |       |
| 7. März  | Edmund Berkeley                 | US-amerikanischer Informatiker                                                                                  | 79         |       |
| 7. März  | Guido Celano                    | italienischer Schauspieler, Filmregisseur und Synchronsprecher                                                  | 83         |       |
| 7. März  | Divine                          | US-amerikanischer Sänger und Drag Queen                                                                         | 42         |       |
| 7. März  | Leif Granli                     | norwegischer Politiker (Arbeiderpartiet)                                                                        | 78         |       |
| 7. März  | Claus-Günther Karting           | deutscher Politiker (SPD), MdBB                                                                                 | 55         |       |
| 7. März  | Rudolf Knörlein                 | österreichischer Keramiker                                                                                      | 85         |       |
| 7. März  | Robert Livingston               | US-amerikanischer Schauspieler                                                                                  | 83         |       |
| 7. März  | Rafael Quiñones Vidal           | puerto-ricanischer Journalist und Fernsehmoderator                                                              | 95         |       |
| 7. März  | Harri Weber                     | deutscher Gewerkschafter (FDGB)                                                                                 | 56         |       |
| 8. März  | Ken Colyer                      | britischer Jazzkornettist                                                                                       | 59         |       |
| 8. März  | August Erkens                   | deutscher Maler                                                                                                 | 80         |       |
| 8. März  | Robert Minard Garrels           | US-amerikanischer Geochemiker und Geologe                                                                       | 71         |       |
| 8. März  | Werner Hartmann                 | deutscher Physiker und Elektrotechniker                                                                         | 76         |       |
| 8. März  | África de las Heras             | spanische bzw. uruguayische bzw. sowjetische Spionin                                                            | 78         |       |
| 8. März  | Francisco Gentil Martins        | portugiesischer Mediziner                                                                                       | 61         |       |
| 8. März  | George McVittie                 | britischer Kosmologe                                                                                            | 83         |       |
| 8. März  | Herbert Selle                   | deutscher Offizier                                                                                              | 92         |       |
| 9. März  | David Ginsburg                  | israelischer Chemiker (Organische Chemie) und Gründer der Chemiefakultät am Technion                            | 67         |       |
| 9. März  | Kurt Georg Kiesinger            | deutscher Politiker, MdL, MdB, Bundeskanzler der BRD (1966–1969), MdEP                                          | 83         |       |
| 9. März  | José de Medeiros Delgado        | brasilianischer Erzbischof                                                                                      | 82         |       |
| 9. März  | Karl Öttl                       | österreichischer Politiker                                                                                      | 85         |       |
| 9. März  | Janusz Piekałkiewicz            | polnischer Historiker                                                                                           |            |       |
| 9. März  | M. E. Aldrich Rope              | englische Glasmalerin                                                                                           | 96         |       |
| 9. März  | Stefan Ryniewicz                | polnischer Diplomat                                                                                             | 84         |       |
| 9. März  | Karl Hermann Schelkle           | deutscher katholischer Theologe                                                                                 | 79         |       |
| 9. März  | Louis Trimble                   | US-amerikanischer Science-Fiction-Autor                                                                         | 71         |       |
| 10. März | Glenn Cunningham                | US-amerikanischer Leichtathlet                                                                                  | 78         |       |
| 10. März | Joseph Franceschi               | französischer Politiker (SFIO, PS)                                                                              | 64         |       |
| 10. März | Andy Gibb                       | englisch-australischer Sänger                                                                                   | 30         |       |
| 10. März | Hilde Hauck                     | deutsche Widerstandskämpferin und Politikerin der (KPD), MdL                                                    | 82         |       |
| 10. März | Nikolai Sacharowitsch Karakulow | sowjetischer Sprinter                                                                                           | 69         |       |
| 10. März | Abdul Khaliq                    | pakistanischer Sprinter                                                                                         | 54         |       |
| 10. März | Ernst Loew                      | deutscher Politiker, MdL                                                                                        | 76         |       |
| 10. März | Kristian Madsen                 | dänischer Turner                                                                                                | 95         |       |
| 10. März | Phạm Hùng                       | vietnamesischer Freiheitskämpfer und Politiker                                                                  | 75         |       |
| 10. März | William Wordsworth              | englischer Komponist                                                                                            | 79         |       |
| 11. März | Raschid Bakr                    | sudanesischer Politiker, Premierminister des Sudan                                                              |            |       |
| 11. März | Christianna Brand               | britische Schriftstellerin                                                                                      | 80         |       |
| 11. März | Harry Brauner                   | rumänischer Musikethnologe                                                                                      | 80         |       |
| 11. März | Alfred Charles Briggs           | britischer Seemann und Forschungsreisender                                                                      | 82         |       |
| 11. März | Heinrich Eufinger               | deutscher Gynäkologe                                                                                            | 94         |       |
| 11. März | Franz Rauscher                  | österreichischer Politiker (SPÖ), Abgeordneter zum Nationalrat                                                  | 87         |       |
| 11. März | Hernándo Sánchez-Mejorada       | mexikanischer Kaufmann und Botaniker                                                                            | 61         |       |
| 11. März | Alois Scheiber                  | österreichischer Widerstandskämpfer gegen den Nationalsozialismus                                               | 89         |       |
| 11. März | Henri Schoeller                 | französischer Geologe und Hydrogeologe                                                                          | 88         |       |
| 11. März | Joseph Weill                    | französischer Mediziner und Widerstandskämpfer                                                                  | 85         |       |
| 12. März | Ernst Bauer                     | deutscher Marineoffizier, zuletzt Kapitän zur See der Bundesmarine                                              | 74         |       |
| 12. März | Alessandro Bausani              | italienischer Philologe                                                                                         | 66         |       |
| 12. März | Romare Bearden                  | US-amerikanischer Karikaturist, Maler und Liedermacher                                                          | 76         |       |
| 12. März | DeWitt Bodeen                   | US-amerikanischer Schriftsteller, Bühnen- und Drehbuchautor                                                     | 79         |       |
| 12. März | Felix-Eberhard von Cube         | deutscher Komponist, Musikwissenschaftler und -theoretiker                                                      | 85         |       |
| 12. März | Harry Gabcke                    | deutscher Pädagoge und Heimatforscher                                                                           | 60         |       |
| 12. März | Wilhelm Kaltenbach              | deutscher Heimatforscher, Autor und Küster                                                                      | 79         |       |
| 12. März | Charles Cochran Kirkpatrick     | US-amerikanischer Offizier, Konteradmiral der US-Navy                                                           | 80         |       |
| 12. März | Margot Moe                      | norwegische Eiskunstläuferin                                                                                    | 88         |       |
| 12. März | Bernard Rudofsky                | österreichisch-US-amerikanischer Architekt                                                                      | 82         |       |
| 12. März | Karen Steele                    | US-amerikanische Schauspielerin                                                                                 | 56         |       |
| 12. März | Stefano Vanzina                 | italienischer Filmregisseur und Drehbuchautor                                                                   | 73         |       |
| 12. März | Wolf Weil                       | Vorsitzender der Israelitischen Kultusgemeinde in Hof, Kaufmann                                                 | 75         |       |
| 13. März | Heinz Angermeyer                | deutscher Filmproduzent                                                                                         | 78         |       |
| 13. März | Rut Bahlsen                     | schwedische Autorin                                                                                             | 86         |       |
| 13. März | Olive Carey                     | US-amerikanische Filmschauspielerin                                                                             | 92         |       |
| 13. März | Yngve Ekström                   | schwedischer Möbeldesigner, Holzschnitzer und Architekt                                                         | 74         |       |
| 13. März | Adolf Geßner                    | deutscher Kunsthistoriker und Unternehmer                                                                       | 78         |       |
| 13. März | John Holmes                     | US-amerikanischer Pornodarsteller                                                                               | 43         |       |
| 13. März | Paul Kallós                     | schwedischer Immunologe                                                                                         |            |       |
| 13. März | Stig Kanger                     | schwedischer Philosoph und Logiker                                                                              | 63         |       |
| 13. März | Wilhelm Niesel                  | deutscher evangelisch-reformierter Theologe                                                                     | 85         |       |
| 13. März | Patesko                         | brasilianischer Fußballspieler                                                                                  | 77         |       |
| 13. März | Kurt Ringger                    | Schweizer Romanist und Literaturwissenschaftler                                                                 | 53         |       |
| 13. März | Gabriele Schwarz                | deutsche Geographin                                                                                             | 73         |       |
| 13. März | Jakob Spalinger                 | Schweizer Ingenieur, Segelflugzeugkonstrukteur und Flugpionier                                                  | 89         |       |
| 14. März | Willi Apel                      | US-amerikanischer Musikwissenschaftler                                                                          | 94         |       |
| 14. März | Bruno Balz                      | deutscher Text- und Schlagerdichter                                                                             | 85         |       |
| 14. März | John Michael Beahen             | kanadischer Geistlicher und römisch-katholischer Weihbischof in Ottawa                                          | 66         |       |
| 14. März | Reinhold Ebertin                | deutscher Astrologe, Kosmobiologe und Esoteriker                                                                | 87         |       |
| 14. März | Rudolf Gramlich                 | deutscher Fußballspieler                                                                                        | 79         |       |
| 14. März | Anna Hanika                     | österreichische Kontoristin und Widerstandskämpferin                                                            | 84         |       |
| 14. März | Carter B. Magruder              | US-amerikanischer General der US Army                                                                           | 87         |       |
| 14. März | Philipp Mayer                   | deutscher Politiker (SPD), MdL                                                                                  | 70         |       |
| 14. März | Martin Rang                     | deutscher evangelischer Religionspädagoge                                                                       | 87         |       |
| 14. März | Fritz Scherer                   | deutscher Vagabund, Wanderer, Hüttenwart, Anarchist                                                             | 84         |       |
| 14. März | Karl Adalbert Sedlmeyer         | deutscher Geograph und Hochschullehrer                                                                          | 83         |       |
| 14. März | Hedwig Voegt                    | deutsche Literaturwissenschaftlerin und Hochschullehrerin                                                       | 84         |       |
| 15. März | Sten-Åke Axelson                | schwedischer Dirigent                                                                                           | 81         |       |
| 15. März | James Timothy Kieran Cotter     | irischer römisch-katholischer Ordensgeistlicher und Bischof von Maiduguri                                       | 71         |       |
| 15. März | Iwan Iwanowitsch Dubassow       | russisch-sowjetischer Grafiker                                                                                  | 90         |       |
| 15. März | Wilson Ferreira Aldunate        | uruguayischer Politiker                                                                                         | 69         |       |
| 15. März | Thord Flodqvist                 | schwedischer Eishockeytorwart                                                                                   | 61         |       |
| 15. März | Joachim Huppelsberg             | deutscher Übersetzer, Essayist und Lyriker                                                                      | 81         |       |
| 15. März | Peter Lühr                      | deutscher Schauspieler                                                                                          | 81         |       |
| 15. März | Erich Michalski                 | deutscher Politiker, MdBB                                                                                       | 69         |       |
| 15. März | Carl Momberg                    | deutscher Opernsänger und Regisseur                                                                             | 87         |       |
| 15. März | Edita Morris                    | schwedisch-amerikanische Autorin und politische Aktivistin gegen die atomare Aufrüstung                         | 86         |       |
| 15. März | Frank Perkins                   | US-amerikanischer Dirigent, Filmkomponist                                                                       | 79         |       |
| 15. März | Albert Pfander                  | deutscher Weingärtner und Rebschutzwart                                                                         | 75         |       |
| 15. März | Dmitri Fjodorowitsch Poljakow   | sowjetischer Offizier                                                                                           | 66         |       |
| 15. März | William J. Porter               | US-amerikanischer Diplomat                                                                                      | 73         |       |
| 15. März | Paul Sonntag                    | deutscher Landrat                                                                                               | 87         |       |
| 15. März | Marcel Evariste Van Rengen      | belgischer Ordensgeistlicher, römisch-katholischer Bischof von Mweka                                            | 74         |       |
| 15. März | Victor Wickersham               | US-amerikanischer Politiker                                                                                     | 82         |       |
| 16. März | Dorothy Adams                   | US-amerikanische Schauspielerin                                                                                 | 88         |       |
| 16. März | Patrick Joseph Dunne            | irischer Geistlicher und römisch-katholischer Weihbischof in Dublin                                             | 96         |       |
| 16. März | Carl Guggomos                   | deutscher Journalist, APO-Aktivist, inoffizieller Mitarbeiter der DDR-Staatssicherheit                          |            |       |
| 16. März | Kurt Haverbeck                  | deutscher Hockeyspieler                                                                                         | 89         |       |
| 16. März | Harold T. Johnson               | US-amerikanischer Politiker                                                                                     | 80         |       |
| 16. März | Paul Kohner                     | US-amerikanischer Filmproduzent und Schauspielagent                                                             | 85         |       |
| 16. März | Erich Probst                    | österreichischer Fußballspieler                                                                                 | 60         |       |
| 16. März | Dannie Richmond                 | US-amerikanischer Jazz-Schlagzeuger                                                                             | 52         |       |
| 16. März | Karl Rubner                     | deutscher Politiker, MdL, Gewerkschafter und Widerstandskämpfer                                                 | 86         |       |
| 16. März | Peter Schöller                  | deutscher Geograph und Hochschullehrer                                                                          | 64         |       |
| 16. März | Mickey Thompson                 | US-amerikanischer Automobilrennfahrer und Gründer der SCORE International Off-Road Racing Series                | 59         |       |
| 16. März | Erich Peter Wohlfarth           | deutsch-britischer Physiker                                                                                     | 63         |       |
| 16. März | Guilford Clyde Young            | australischer römisch-katholischer Geistlicher und Erzbischof von Hobart                                        | 71         |       |
| 17. März | Norbert Achterberg              | deutscher Jurist und Hochschullehrer                                                                            | 55         |       |
| 17. März | Nikolas Asimos                  | griechischer Liedermacher                                                                                       | 38         |       |
| 17. März | Bruce C. Clarke                 | US-amerikanischer Offizier, General der US Army                                                                 | 86         |       |
| 17. März | Martin Finn                     | irischer Politiker                                                                                              | 70         |       |
| 17. März | Franz-Otto Krüger               | deutscher Schauspieler                                                                                          | 70         |       |
| 17. März | Klaus Kuhnke                    | deutscher Fernsehjournalist und Mitbegründer des Klaus-Kuhnke-Archivs für Populäre Musik                        | 43         |       |
| 17. März | Thomas Mongo                    | kamerunischer römisch-katholischer Geistlicher und Bischof von Douala                                           |            |       |
| 17. März | Hermann Müller                  | deutscher SS-Sturmbannführer, Leiter der Außenstelle Sicherheitspolizei und SD in Tarnopol und verurteilter ... | 79         |       |
| 17. März | Walter Nigg                     | Schweizer reformierter Theologe, Professor für Kirchengeschichte, Heiligenbiograph                              | 85         |       |
| 17. März | Johann-Georg Schill             | deutscher Wirtschafts- und Kirchenjurist                                                                        | 79         |       |
| 17. März | Hermann Storch                  | deutscher Partei- und Gewerkschaftsfunktionär                                                                   | 79         |       |
| 17. März | Tan Siew Sin                    | erster Finanzminister Malaysias                                                                                 | 71         |       |
| 17. März | Hugo Wank                       | österreichischer Baumeister                                                                                     | 82         |       |
| 18. März | Gerald Abraham                  | englischer Musikforscher                                                                                        | 84         |       |
| 18. März | Billy Butterfield               | US-amerikanischer Jazz-Trompeter                                                                                | 71         |       |
| 18. März | Karl Maria Demelhuber           | deutscher General der Waffen-SS und SS-Obergruppenführer                                                        | 91         |       |
| 18. März | Max Heinz                       | Schweizer christkatholischer Geistlicher und Publizist                                                          | 93         |       |
| 19. März | Reyner Banham                   | englischer Architekturkritiker                                                                                  | 66         |       |
| 19. März | Sabino Barinaga                 | spanischer Fußballspieler                                                                                       | 65         |       |
| 19. März | Bun Cook                        | kanadischer Eishockeyspieler und -trainer                                                                       | 83         |       |
| 19. März | Franz-Rudolf Reichert           | deutscher Priester und Bibliothekar                                                                             | 58         |       |
| 20. März | Jeanne Behrend                  | US-amerikanische Pianistin                                                                                      |            |       |
| 20. März | Richard Albert Bell             | kanadischer Politiker                                                                                           | 74         |       |
| 20. März | Eberhard Böning                 | deutscher Jurist und Ministerialbeamter                                                                         | 58         |       |
| 20. März | Gil Evans                       | kanadischer Jazzmusiker                                                                                         | 75         |       |
| 20. März | Samuel W. Reynolds              | US-amerikanischer Politiker (Republikanische Partei)                                                            | 97         |       |
| 20. März | Robert Stack                    | US-amerikanischer Brigadegeneral                                                                                | 92         |       |
| 20. März | Georg Wieter                    | deutscher Opern- und Konzertsänger in der Stimmlage Bass                                                        | 92         |       |
| 21. März | Maximilian Betzler              | deutscher Veterinär                                                                                             | 96         |       |
| 21. März | Gerhard Claas                   | deutscher Baptistenpastor, Generalsekretär des Baptistischen Weltbundes                                         | 59         |       |
| 21. März | Jean Descrains                  | französischer Romanist und Französist                                                                           | 57 oder 58 |       |
| 21. März | Walter Ernst Fricke             | deutscher Astronom                                                                                              | 72         |       |
| 21. März | Hans Fronius                    | österreichischer Maler                                                                                          | 84         |       |
| 21. März | Warfolomej Gondarowski          | russisch-orthodoxer Bischof von Wien und Österreich                                                             | 60         |       |
| 21. März | Ernest Arthur Green             | südafrikanischer römisch-katholischer Geistlicher und Bischof von Port Elizabeth                                | 72         |       |
| 21. März | Albert Renold                   | Schweizer Mediziner                                                                                             | 64         |       |
| 21. März | Sigfrit Steiner                 | Schweizer Schauspieler und Regisseur                                                                            | 81         |       |
| 21. März | Patrick Steptoe                 | britischer Gynäkologe                                                                                           | 74         |       |
| 22. März | Albert Benz                     | Schweizer Komponist und Dirigent                                                                                | 60         |       |
| 22. März | Gudmund Harlem                  | norwegischer Mediziner und Politiker der Arbeiderpartiet                                                        | 70         |       |
| 22. März | Heinz Hinz                      | deutscher Fußballspieler                                                                                        | 68         |       |
| 22. März | Giovanni Korompay               | italienischer Maler des Futurismus                                                                              | 83         |       |
| 22. März | Rudolf Matz                     | jugoslawischer Komponist                                                                                        | 86         |       |
| 22. März | Lester Rawlins                  | US-amerikanischer Schauspieler                                                                                  | 63         |       |
| 22. März | André Saeys                     | belgischer Fußballspieler                                                                                       | 77         |       |
| 23. März | Theodore Abel                   | US-amerikanischer Soziologe polnischer Herkunft                                                                 | 91         |       |
| 23. März | Sissel Castberg                 | norwegische Schriftstellerin, Journalistin und Aktivistin der Lesbenbewegung                                    | 60         |       |
| 23. März | Edmund Forschbach               | deutscher Politiker (DNVP), MdR, MdL, Chef des Bundespresseamtes                                                | 84         |       |
| 23. März | Gottfried Ganßauge              | deutscher Kunsthistoriker und Denkmalpfleger                                                                    | 87         |       |
| 23. März | Ferdinand Hoff                  | deutscher Internist                                                                                             | 91         |       |
| 23. März | Wilhelmine Kaiser               | deutsche Politikerin (KPD), MdL                                                                                 | 88         |       |
| 23. März | Irene Kühnel-Kunze              | deutsche Kunsthistorikerin                                                                                      | 88         |       |
| 23. März | Erich Limmert                   | deutscher Musikkritiker und Geiger, Dirigent und Komponist                                                      | 79         |       |
| 23. März | Alois Vogt                      | liechtensteinischer Politiker                                                                                   | 81         |       |
| 23. März | Herbert Volwahsen               | deutscher Bildhauer                                                                                             | 81         |       |
| 24. März | Heinrich Aigner                 | deutscher Politiker (CSU), MdB, MdEP                                                                            | 63         |       |
| 24. März | Siegfried von Boehn             | pommerscher Heimatforscher und Genealoge                                                                        | 86         |       |
| 24. März | Max Duch                        | deutscher Chemiker und Nationalpreisträger der DDR                                                              | 82         |       |
| 24. März | Turhan Feyzioğlu                | türkischer Jurist und Politiker                                                                                 |            |       |
| 24. März | Roger Loyer                     | französischer Automobilrennfahrer                                                                               | 80         |       |
| 24. März | Rudolf Neuzil                   | österreichischer Fußballspieler, Journalist und Herausgeber                                                     | 68         |       |
| 24. März | Margarete Schmaus               | österreichische Kindergartenpädagogin                                                                           | 84         |       |
| 25. März | Boniface Campbell               | US-amerikanischer Militär, General der US Army                                                                  | 92         |       |
| 25. März | Pjotr Jakowlewitsch Galperin    | sowjetischer Psychologe und Pädagoge                                                                            | 85         |       |
| 25. März | James J. Howard                 | US-amerikanischer Politiker                                                                                     | 60         |       |
| 25. März | Hans Ils                        | deutscher Politiker, MdB und antifaschistischer Widerstandskämpfer                                              | 81         |       |
| 25. März | Robert Joffrey                  | US-amerikanischer Tänzer, Produzent und Choreograf afghanischer Abstammung                                      | 57         |       |
| 25. März | Walter Kranzer                  | österreichischer Mathematiker und Physiker                                                                      | 76         |       |
| 25. März | Thomas William Lyons            | US-amerikanischer Geistlicher und römisch-katholischer Weihbischof in Washington                                | 64         |       |
| 25. März | Cläre Prem                      | deutsche Dichterin                                                                                              | 88         |       |
| 25. März | Jaroslav Šašel                  | jugoslawischer Provinzialrömischer Archäologe und Epigraphiker                                                  | 64         |       |
| 26. März | Heinz Beck                      | deutscher Rechtsanwalt und Kunstmäzen                                                                           | 64         |       |
| 26. März | Edward Boyce                    | britischer Weit- und Dreispringer                                                                               | 74         |       |
| 26. März | Musa Kaleem                     | US-amerikanischer Saxophonist                                                                                   | 67         |       |
| 26. März | Pedro Paulo Koop                | niederländischer Ordensgeistlicher, Bischof von Lins                                                            | 82         |       |
| 26. März | Gilles Gérard Meersseman        | belgischer römisch-katholischer Theologe                                                                        | 84         |       |
| 26. März | Baltasar Álvarez Restrepo       | römisch-katholischer Geistlicher                                                                                | 86         |       |
| 27. März | Wilhelm Dommel                  | deutscher Architekt, Freizeitpark- und Kino-Betreiber sowie Honorarkonsul                                       | 73         |       |
| 27. März | Gerhard Holz                    | deutscher Politiker, MdL                                                                                        | 84         |       |
| 27. März | Fred Jay                        | österreichischer Liedertexter                                                                                   | 73         |       |
| 27. März | Karl-Ludwig Rhein               | deutscher Offizier, zuletzt Generalleutnant im Zweiten Weltkrieg                                                | 93         |       |
| 27. März | Renato Salvatori                | italienischer Schauspieler                                                                                      | 55         |       |
| 27. März | Martin Seitz                    | deutscher Gemmenschneider (Steinschneidekünstler)                                                               | 92         |       |
| 27. März | Eugen Weigel                    | deutscher Politiker, MdL                                                                                        | 84         |       |
| 27. März | Charles Willeford               | US-amerikanischer Krimi-Schriftsteller                                                                          | 69         |       |
| 28. März | Rudolf Allgeier                 | deutscher Lehrer und NSDAP-Funktionär                                                                           | 87         |       |
| 28. März | Hans Moser                      | deutscher Apotheker, Lebensmittelchemiker und Politiker (CDU), MdL                                              | 87         |       |
| 28. März | Ladislav Mikeš Pařízek          | tschechoslowakischer Schriftsteller und Journalist                                                              | 80         |       |
| 28. März | Frans Peeraer                   | belgischer Fußballspieler                                                                                       | 75         |       |
| 28. März | Karl Schwer                     | österreichischer Politiker (ÖVP), Abgeordneter zum Nationalrat, Mitglied des Bundesrates                        | 77         |       |
| 29. März | Paul Aste                       | österreichischer Rennrodler und Bobsportler                                                                     | 71         |       |
| 29. März | Dom de Beern                    | deutscher Film- und Theaterschauspieler                                                                         | 60         |       |
| 29. März | Maurice Blackburn               | kanadischer Komponist, Dirigent, Klanggestalter für Filme und Erbauer von Streichinstrumenten                   | 73         |       |
| 29. März | Alfons Bühl                     | deutscher Experimentalphysiker und Hochschullehrer                                                              | 87         |       |
| 29. März | Otto Conrad                     | südwestdeutscher Lehrer und Heimatforscher                                                                      | 86         |       |
| 29. März | Hermann Jung                    | deutscher Journalist und Schriftsteller                                                                         | 86         |       |
| 29. März | Sheila Manahan                  | irische Schauspielerin                                                                                          | 64         |       |
| 29. März | Alfred Pollak                   | deutscher Politiker (SPD), Mitglied der Stadtverordnetenversammlung von Groß-Berlin                             | 83         |       |
| 29. März | Martin Ramming                  | deutscher Japanologe                                                                                            | 98         |       |
| 29. März | Dulcie September                | südafrikanische Politikerin (ANC)                                                                               | 52         |       |
| 30. März | Friedrich Karl Drescher-Kaden   | deutscher Mineraloge und Petrologe                                                                              | 93         |       |
| 30. März | Edgar Faure                     | französischer Politiker, Mitglied der Nationalversammlung, MdEP                                                 | 79         |       |
| 30. März | Martin Hansen                   | dänischer Schauspieler                                                                                          | 85         |       |
| 30. März | Alexander Lieven                | britischer Journalist und Geheimdienstmitarbeiter deutschbaltischer Herkunft                                    | 68         |       |
| 30. März | Imre Timkó                      | ungarischer Geistlicher, Bischof von Hajdúdorog                                                                 | 67         |       |
| 30. März | Fritz Helmut Landshoff          | deutsch-amerikanischer Verleger                                                                                 | 86         |       |
| 30. März | Donald McKay                    | neuseeländischer Politiker (National Party)                                                                     | 79         |       |
| 30. März | Julius Pauly                    | deutscher Jurist und Politiker (NSDAP)                                                                          | 87         |       |
| 30. März | Heinz von Sauter                | österreichischer Übersetzer, Schriftsteller und Ingenieur der Elektrotechnik                                    | 78         |       |
| 30. März | Arnie Zane                      | US-amerikanischer Photograph, Tänzer und Choreograph                                                            | 39         |       |
| 31. März | Vincent Madeley Harris          | US-amerikanischer Geistlicher, Bischof von Austin                                                               | 74         |       |
| 31. März | Oliver Hassencamp               | deutscher Kabarettist, Schauspieler und Autor                                                                   | 66         |       |
| 31. März | William McMahon                 | australischer Politiker und Premierminister                                                                     | 80         |       |
| 31. März | Werner Nowacki                  | Schweizer Mineraloge und Kristallograph                                                                         | 79         |       |
| März     | Wolfgang Marzahn                | deutscher evangelischer Pastor und Autor                                                                        | 76         |       |